# Castillo de las Escobetas
Castillo de las Escobetas är ett slott i Spanien.   Det ligger i provinsen Provincia de Almería och regionen Andalusien, i den sydöstra delen av landet, 400 km söder om huvudstaden Madrid. Castillo de las Escobetas ligger 3 meter över havet.
Terrängen runt Castillo de las Escobetas är platt åt nordväst, men åt sydväst är den kuperad. Havet är nära Castillo de las Escobetas åt sydost.  Närmaste större samhälle är Garrucha, 0,98 km norr om Castillo de las Escobetas. 